# Goalkeeper CIWS
Goalkeeper CIWS là một hệ thống vũ khí đánh gần của Hà Lan được giới thiệu vào năm 1979. Nó là một hệ thống vũ khí hoàn toàn tự động và có khả năng phòng thủ tầm ngắn. Mục đích chính của hệ thống là phòng thủ chống lại tên lửa chống hạm và các loại vũ khí có điều khiển khác. Tuy nhiên, nó cũng có thể được sử dụng để chống lại máy bay cánh cố định, máy bay cánh quay, tàu thủy hoặc các phương tiện có lượng choán nước nhỏ khác, các mục tiêu ven biển và thủy lôi. Sau khi được kích hoạt, hệ thống sẽ tự động đảm nhiệm toàn bộ quá trình phòng thủ từ phát hiện, giám sát cho đến tiêu diệt mục tiêu, sau đó lựa chọn các mục tiêu ưu tiên tiếp theo.

## Lịch sử phát triển
Hollandse Signaalapparaten B.V., viết tắt là Hollandse Signaal hoặc Signaal (nay là Thales Nederland) bắt đầu nghiên cứu Goalkeeper từ năm 1975, phát triển dựa trên pháo GAU-8 Avenger, và hoàn thành vào năm 1979. Một nguyên mẫu của nó, tên là EX-83, lần đầu tiên được trình diễn trước Hải quân Hoàng gia Hà Lan trong cùng năm đó.
Năm 2012, Bộ Quốc phòng Hà Lan thông báo rằng các hệ thống Goalkeeper mà Hải quân Hoàng gia Hà Lan sử dụng sẽ được nâng cấp radar, cải tiến cơ khí, sử dụng đạn dẫn đường mới có độ chính xác cao và một hệ thống cảm biến điện quang mới cùng bộ xử lý theo dõi video. Ngoài ra, phiên bản mặt đất của hệ thống sẽ được cải tiến để chống lại tàu cao tốc và tàu chiến tiến công nhanh. Những nâng cấp này sẽ giúp cho hệ thống có khả năng bảo vệ tàu tốt hơn trước các mối đe dọa mới nhất như tên lửa chống hạm hiện đại, hiệu quả hơn trong tác chiến ven biển và ít bị hỏng hóc hơn. Nó cũng giúp duy trì hoạt động của loại vũ khí này ít nhất là đến năm 2025. Hệ thống đầu tiên trong số 16 hệ thống hiện có được nâng cấp và thử nghiệm bởi Thales Nederland, còn những hệ thống khác thì được tiến hành tại căn cứ hải quân ở Den Helder. Phiên bản nâng cấp của vũ khí này nằm trong chương trình có tên là "Upkeep Modification".
Quá trình phát triển của "Upkeep Modification" không diễn ra suôn sẻ. Chi phí liên quan đến việc nâng cấp đã tăng 700.000 euro so với ngân sách dự kiến vào năm 2015 và dẫn đến thua lỗ cho Thales Nederland trong năm đó. Dù vậy, đến năm 2016, bản nâng cấp đầu tiên đã hoàn thành và được trang bị trên HNLMS Evertsen (F805) cho mục đích thử nghiệm. Hệ thống Goalkeeper bản nâng cấp đã mang đến nhiều sự cải tiến, bổ sung cho hệ thống. Trong số này có hệ thống camera đồng trục gồm camera màu và hồng ngoại mới, bảng điều khiển mới tinh vi hơn, các thuật toán dự đoán và máy tính mới giúp cải thiện hiệu quả kiểm soát hỏa lực cũng như khả năng cho phép một số hệ thống Goalkeeper hoạt động đồng thời với nhau.
Vào tháng 3 năm 2018, Goalkeeper CIWS bản nâng cấp đã vượt qua quá trình thử nghiệm nghiệm thu trên biển một cách hoàn hảo. Chương trình "Upkeep Modification" nhằm mục đích giúp hiệu suất hoạt động của hệ thống Goalkeeper một lần nữa đạt được trạng thái cao nhất, phù hợp với tham vọng của Hải quân Hoàng gia Hà Lan là bảo vệ tối ưu cho thủy thủ đoàn lẫn tàu chiến của họ trong các đợt triển khai ở nước ngoài.

## Thiết kế

### Hệ thống radar
Goalkeeper được trang bị hai hệ thống radar: một hệ thống để phát hiện các mối đe dọa và một hệ thống khác để theo dõi cũng như tấn công vào mục tiêu. Cả hai hệ thống radar hoạt động đồng thời với nhau để xác định thứ tự ưu tiên cho các mục tiêu, sau đó lựa chọn mục tiêu có mức độ ưu tiên cao nhất để tấn công vào nó.
Radar cảnh giới 2D vận hành dựa trên băng tần I, có thể phát hiện 18 mục tiêu cùng lúc ở khoảng cách lên đến 30 km, đồng thời tạo ra hình ảnh toàn cảnh các mối đe dọa mà hệ thống sử dụng để xác định thứ tự ưu tiên cho các mối đe dọa đó. Hệ thống nhận dạng bạn thù (IFF) của loại radar này có chức năng nhận dạng và loại trừ các mục tiêu thân thiện. Radar bắt bám mục tiêu vận hành dựa trên băng tần I và băng tần K, cho phép chỉ thị nhanh chóng đối với mối đe dọa đã được ưu tiên. Dữ liệu từ tín hiệu trả về của cả băng tần I và băng tần K cho biết phạm vi của mục tiêu, có thể được sử dụng để xác định và phản hồi việc sử dụng các biện pháp đối phó điện tử (ECM). Hệ thống băng tần kép cũng làm giảm hiệu ứng nhiễu tạp của Clutter, có thể che lấp các mục tiêu ở độ cao thấp. Ngoài ra còn có hệ thống camera đồng trục giúp người vận hành hệ thống có thể quan sát toàn cảnh mối đe dọa.

### Hệ thống tấn công mục tiêu

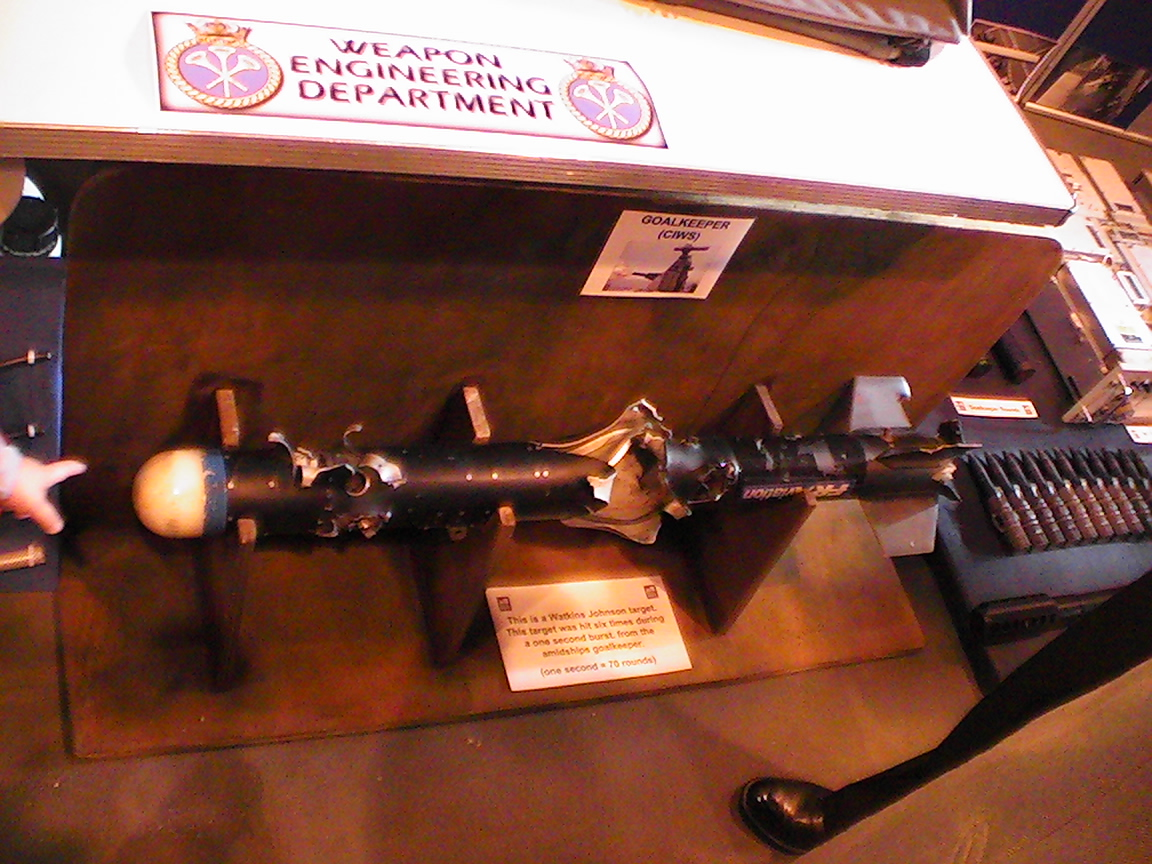
Một mục tiêu trúng đích của Goalkeeper CIWS. Mục tiêu này đã bị bắn trúng sáu lần trong một giây khi tốc độ bắn của hệ thống là 70 phát/giây

Pháo nòng xoay 7 nòng 30 mm GAU-8/A Avenger, loại pháo được trang bị trên máy bay cường kích A-10 Thunderbolt II, đã được lựa chọn làm vũ khí tấn công của hệ thống. Đạn 30x173 mm có khối lượng lớn hơn đạn 20x102 mm được sử dụng bởi pháo nòng xoay M61 Vulcan của hệ thống Phalanx CIWS, vì vậy nó cung cấp sức mạnh hủy diệt lớn hơn nhiều với sơ tốc đầu nòng tương tự nhưng tầm bắn bị giảm đi đáng kể.
Đạn MPDS 30x173 mm có vỏ bọc nylon hình ống tự tách với đầu đạn xuyên tungsten cỡ nhỏ 21 mm. Các vỏ bọc nylon cung cấp một vòng đệm giữa đầu đạn xuyên thấu, vỏ đạn và vật liệu giảm mài mòn. Radar bắt bám mục tiêu có khả năng giám sát các đường bắn và chỉ huy điều chỉnh nó.
Tên lửa siêu thanh bị hư hại vẫn có thể có đủ động lượng để lao vào tàu. Cách duy nhất để đảm bảo an toàn cho tàu là kích nổ đầu đạn của tên lửa hoặc tiêu hủy toàn bộ tên lửa. Thời gian phản ứng của hệ thống Goalkeeper đối với một tên lửa chống hạm lướt biển P-270 Moskit (tên ký hiệu của NATO là SS-N-22 Sunburn, trang bị trên tàu chiến Nga và có tốc độ bay Mach 2) từ khi phát hiện tự động cho đến khi tấn công mục tiêu được báo cáo là 5,5 giây với việc khai hỏa được đồng bộ hóa để hệ thống bắt đầu giao tranh ở khoảng cách 1.500 m và kết thúc việc tiêu diệt mục tiêu ở khoảng cách 300 m.

## Hoạt động
Khả năng của Goalkeeper đã được chứng minh nhiều lần trong thời gian thực hiện những thử nghiệm trên biển. Trong các cuộc tập trận bắn đạn thật, nhiều mục tiêu khác nhau bao gồm Harpoon, Exocet và bia bay không người lái đã bị bắn hạ bởi Goalkeeper. Trong các hoạt động chống cướp biển ngoài khơi bờ biển Somalia, hệ thống đã phá hủy một số tàu thuyền cướp biển và các chiếc skiff đã bị tịch thu bởi Hải quân Hoàng gia Hà Lan.

## So sánh với các hệ thống CIWS hiện tại
|                  | Goalkeeper CIWS                                    | AK-630                                        | AK-630M1-2                                         | Phalanx CIWS                                     | DARDO                                           |
| ---------------- | -------------------------------------------------- | --------------------------------------------- | -------------------------------------------------- | ------------------------------------------------ | ----------------------------------------------- |
| Khối lượng       | 9.902 kg (21.830 lb)                               | 9.114 kg (20.093 lb)                          | 11.819 kg (26.056 lb)                              | 6.200 kg (13.700 lb)                             | 5.500 kg (12.100 lb)                            |
| Vũ khí chính     | Pháo nòng xoay 7 nòng 30 mm (1,2 in) GAU-8 Avenger | Pháo nòng xoay 6 nòng 30 mm (1,2 in) GSh-6-30 | Pháo nòng xoay 6 nòng 30 mm (1,2 in) GSh-6-30 (×2) | Pháo nòng xoay 6 nòng 20 mm (0,79 in) M61 Vulcan | Pháo tự động 2 nòng 40 mm (1,6 in) Bofors 40 mm |
| Tốc độ bắn       | 4.200 phát/phút                                    | 5.000 phát/phút                               | 10.000 phát/phút                                   | 4.500 phát/phút                                  | 600 – 900 phát/phút                             |
| Tầm bắn hiệu quả | 3.500 m (11.500 ft)                                | 2.000 m (6.600 ft)                            | 4.000 m (13.000 ft)                                | 2.600 m (8.500 ft)                               | 4.000 m (13.000 ft)                             |
| Cơ số đạn        | 1.190 viên                                         | 2.000 viên                                    | 4.000 viên                                         | 1.550 viên                                       | 736 viên                                        |
| Sơ tốc đầu nòng  | 1.109 m (3.638 ft)                                 | 900 m (3.000 ft)                              | 900 m (3.000 ft)                                   | 1.100 m (3.600 ft)                               | 1.000 m (3.300 ft)                              |
| Góc nâng         | −25° đến +85°                                      | −12° đến +88°                                 | −12° đến +88°                                      | −25° đến +85°                                    | −13° đến +85°                                   |
| Quay ngang       | 360°                                               | 360°                                          | 360°                                               | 360°                                             | 360°                                            |

## Các thông số kỹ thuật

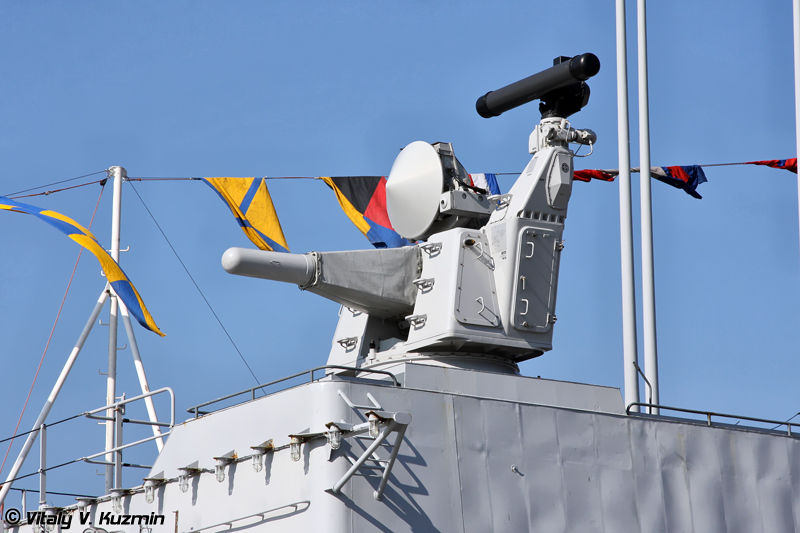
Goalkeeper CIWS trên khinh hạm lớp Karel Doorman tại sự kiện International Maritime Defence Show 2011

- Pháo: 1 pháo nòng xoay 7 nòng 30 mm GAU-8/A Avenger
- Chiều cao: 3,71 m (trên boong); 6,2 m (tổng cộng)
- Khối lượng: 6.372 kg (trên boong); 9.902 kg (tổng cộng)
- Góc nâng: từ −25° đến +85°
- Sơ tốc đầu nòng: 1.109 m/s (3.640 ft/s)
- Quay ngang: 360°
- Tốc độ bắn: 4.200 phát/phút (70 phát/giây)
- Số đạn tối đa có thể bắn liên tục: 1.000 viên
- Cơ số đạn:  1.190 viên các loại (HEI, API, TP, MPDS, FMPDS) trong băng đạn dưới boong
- Thời gian nạp lại: 9 phút (việc nạp lại được thực hiện bên dưới boong)
- Tầm bắn hiệu quả: 1.500 – 2.000 m (tùy thuộc vào loại đạn)
- Radar cảnh giới: sử dụng băng tần I/mảng tuyến tính. Kích thước tia 1,5 độ ngang, 60 độ dọc. Quay ở tần số 1 Hz (60 RPM). Phạm vi phát hiện là 30 km
- Radar bắt bám mục tiêu: sử dụng băng tần I, băng tần K và ăng-ten cassegrain
- Hệ thống quang học: TV (Future EO/IR)
- Khoảng cách tiêu diệt hiệu quả tối đa: 500 m

## Các nhà khai thác

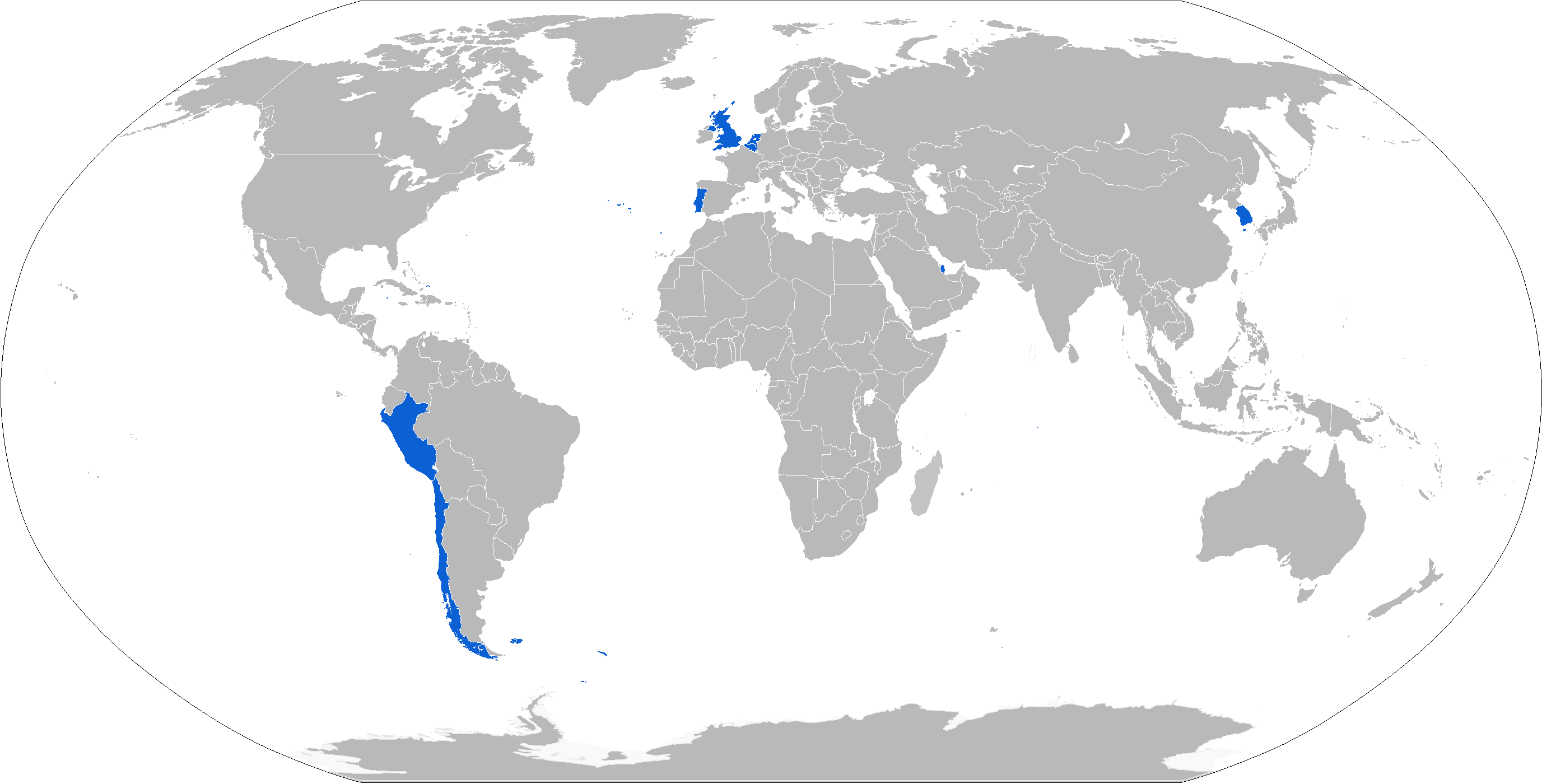
Bản đồ thể hiện các nhà khai thác Goalkeeper CIWS với màu xanh lam là các nhà khai thác

### Các nhà khai thác hiện tại
- Bỉ: Hải quân Bỉ
  - 2 khinh hạm lớp Karel Doorman, mỗi tàu trang bị 1 Goalkeeper CIWS
- Chile: Hải quân Chile
  - 2 khinh hạm phòng không lớp Jacob van Heemskerck
  - 2 khinh hạm lớp Karel Doorman, mỗi tàu trang bị 1 Goalkeeper CIWS
- Hà Lan: Hải quân Hoàng gia Hà Lan
  - 4 khinh hạm chỉ huy và phòng không lớp De Zeven Provinciën, mỗi tàu trang bị 1 hoặc 2 Goalkeeper CIWS (chỉ duy nhất một tàu loại này được trang bị 2 Goalkeeper CIWS)
  - 2 khinh hạm lớp Karel Doorman, mỗi tàu trang bị 1 Goalkeeper CIWS
  - 1 tàu vận tải đổ bộ lớp Rotterdam, trang bị 2 Goalkeeper CIWS
  - 1 tàu vận tải đổ bộ HNLMS Johan de Witt (L801), trang bị 2 Goalkeeper CIWS
  - 1 tàu hỗ trợ đổ bộ đa chức năng HNLMS Karel Doorman (A833), trang bị 2 Goalkeeper CIWS
- Peru: Hải quân Peru
  - 1 tàu tiếp dầu HNLMS Amsterdam (A836)
- Bồ Đào Nha: Hải quân Bồ Đào Nha
  - 2 khinh hạm lớp Karel Doorman, mỗi tàu trang bị 1 Goalkeeper CIWS
- Qatar: Quân đội Qatar
  - 4 tàu chiến tiến công nhanh lớp Barzan, mỗi tàu trang bị 1 Goalkeeper CIWS
- Hàn Quốc: Hải quân Đại Hàn Dân Quốc
  - 3 tàu khu trục lớp Gwanggaeto Đại đế
  - 6 tàu khu trục lớp Chungmugong Yi Sun-sin
  - 3 tàu khu trục lớp Sejong Đại đế
  - 2 tàu đổ bộ tấn công lớp Dokdo

### Các nhà khai thác trước đây
- Vương quốc Anh: Hải quân Hoàng gia Anh
  - Trước đây từng được trang bị trên 2 tàu sân bay lớp Invincible (HMS Invincible và HMS Illustrious), 2 tàu vận tải đổ bộ lớp Albion (được thay thế bằng Phalanx CIWS trên HMS Albion và được loại bỏ để sẵn sàng thay thế bằng Phalanx CIWS trên HMS Bulwark) và 4 khinh hạm lớp Type 22 (thuộc lớp con Batch 3).